# Saint-Georges-le-Gaultier
Pour les articles homonymes, voir Saint-Georges, Saint Georges (homonymie), Georges et Gaultier.
Saint-Georges-le-Gaultier est une commune française, située dans le département de la Sarthe en région Pays de la Loire, peuplée de 519 habitants.
La commune fait partie de la province historique du Maine.

## Géographie
La commune est aux confins du Haut-Maine et du Bas-Maine, au sud des Alpes mancelles, premières hauteurs du Massif armoricain. Son bourg est à 13 km à l'ouest de Fresnay-sur-Sarthe, à 16 km à l'est de Villaines-la-Juhel, à 15 km au nord de Sillé-le-Guillaume et à 23 km au sud-ouest d'Alençon.
Le bourg de Saint-Georges-le-Gaultier domine d'une quarantaine de mètres la vallée de la Vaudelle qui coule au sud à cinq cents mètres. Son territoire, qui va au nord jusqu'au ruisseau de Jambelle, presque jusqu'au bourg de Saint-Paul-le-Gaultier, puis plus à l'est par le Merdereau, et après leur confluent par la Sarthe. La limite sinueuse au sud rejoint la limite du département avec celui de la Mayenne, qui la borde à l'ouest.
Les altitudes oscillent entre 84 mètres (niveau de la Sarthe) et 170 mètres sur la limite communale au sud-est du hameau du Bois Gérard. La commune est située dans le parc naturel régional Normandie-Maine.
| Saint-Paul-le-Gaultier, Saint-Mars-du-Désert (Mayenne)                      | Saint-Paul-le-Gaultier    | Saint-Paul-le-Gaultier     |
| Saint-Mars-du-Désert (Mayenne)                                              | Saint-Georges-le-Gaultier | Sougé-le-Ganelon, Douillet |
| Saint-Germain-de-Coulamer (Mayenne, sur deux cents mètres), Mont-Saint-Jean | Mont-Saint-Jean           | Douillet                   |

### Climat
Pour des articles plus généraux, voir Climat des Pays de la Loire et Climat de la Sarthe.
En 2010, le climat de la commune est de type climat océanique dégradé des plaines du Centre et du Nord, selon une étude du CNRS s'appuyant sur une série de données couvrant la période 1971-2000. En 2020, Météo-France publie une typologie des climats de la France métropolitaine dans laquelle la commune est dans une zone de transition entre le climat océanique et le climat océanique altéré et est dans la région climatique  Moyenne vallée de la Loire, caractérisée par une bonne insolation (1 850 h/an) et un été peu pluvieux. 
Pour la période 1971-2000, la température annuelle moyenne est de 10,7 °C, avec une amplitude thermique annuelle de 14,2 °C. Le cumul annuel moyen de précipitations est de 774 mm, avec 12,7 jours de précipitations en janvier et 7,5 jours en juillet. Pour la période 1991-2020, la température moyenne annuelle observée sur la station météorologique de Météo-France la plus proche, « Saint Germain_sapc », sur la commune de Fresnay-sur-Sarthe à 10 km à vol d'oiseau, est de 11,9 °C et le cumul annuel moyen de précipitations est de 695,6 mm,. Pour l'avenir, les paramètres climatiques de la commune estimés pour 2050 selon différents scénarios d'émission de gaz à effet de serre sont consultables sur un site dédié publié par Météo-France en novembre 2022.

## Urbanisme

### Typologie
Au 1er janvier 2024, Saint-Georges-le-Gaultier est catégorisée commune rurale à habitat dispersé, selon la nouvelle grille communale de densité à sept niveaux définie par l'Insee en 2022.
Elle est située hors unité urbaine et hors attraction des villes,.

### Occupation des sols
L'occupation des sols de la commune, telle qu'elle ressort de la base de données européenne d’occupation biophysique des sols Corine Land Cover (CLC), est marquée par l'importance des territoires agricoles (100 % en 2018), une proportion identique à celle de 1990 (100 %). La répartition détaillée en 2018 est la suivante : 
terres arables (65 %), prairies (27,4 %), zones agricoles hétérogènes (7,6 %). L'évolution de l’occupation des sols de la commune et de ses infrastructures peut être observée sur les différentes représentations cartographiques du territoire : la carte de Cassini (XVIIIe siècle), la carte d'état-major (1820-1866) et les cartes ou photos aériennes de l'IGN pour la période actuelle (1950 à aujourd'hui).

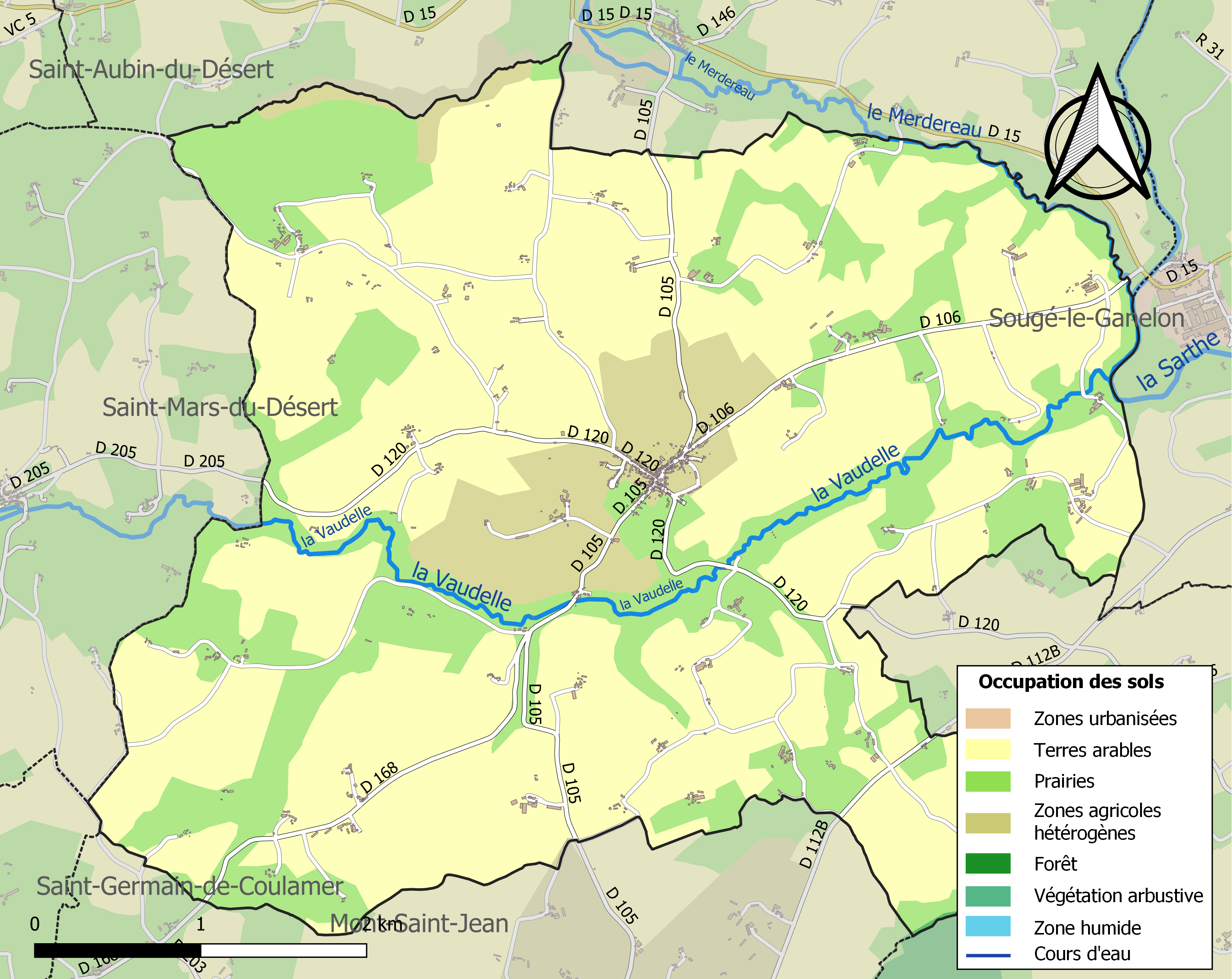
Carte des infrastructures et de l'occupation des sols de la commune en 2018 (CLC).

## Toponymie
Le nom de la localité est attesté sous la forme Gauterious de S. Georgio au XIIe siècle. La paroisse est dédiée à Georges de Lydda, martyr chrétien du IVe siècle. Le village partage son nom avec les seigneurs des lieux au XIIe siècle, les Gaultier, Le toponyme pourrait être issu de Wault, Gault, « bois, forêt » [réf. à confirmer].
Le gentilé est Saint-Georgien.

## Politique et administration
| Période                                  | Période   | Identité         | Étiquette | Qualité                |
| ---------------------------------------- | --------- | ---------------- | --------- | ---------------------- |
| ?                                        | 1898      | - Delais         |           |                        |
|                                          |           |                  |           |                        |
| 1995                                     | mars 2001 | Jean Collet      |           |                        |
| mars 2001                                | mars 2008 | Jean Beunache    |           |                        |
| mars 2008                                | mars 2014 | Jean Collet      | SE        | Responsable commercial |
| mars 2014                                | En cours  | Jean-Luc Tessier | SE        | Conducteur de car      |
| Les données manquantes sont à compléter. |           |                  |           |                        |

Le conseil municipal est composé de quinze membres dont le maire et trois adjoints.

## Démographie
L'évolution du nombre d'habitants est connue à travers les recensements de la population effectués dans la commune depuis 1793. Pour les communes de moins de 10 000 habitants, une enquête de recensement portant sur toute la population est réalisée tous les cinq ans, les populations de référence des années intermédiaires étant quant à elles estimées par interpolation ou extrapolation. Pour la commune, le premier recensement exhaustif entrant dans le cadre du nouveau dispositif a été réalisé en 2006.
En 2022, la commune comptait 519 habitants, en évolution de −2,44 % par rapport à 2016 (Sarthe : −0,25 %, France hors Mayotte : +2,11 %).
Saint-Georges-le-Gaultier a compté jusqu'à 1 695 habitants en 1851.
| 1793  | 1800  | 1806  | 1821  | 1831  | 1836  | 1841  | 1846  | 1851  |
| ----- | ----- | ----- | ----- | ----- | ----- | ----- | ----- | ----- |
| 1 286 | 1 103 | 1 407 | 1 396 | 1 439 | 1 553 | 1 592 | 1 608 | 1 695 |

| 1856  | 1861  | 1866  | 1872  | 1876  | 1881  | 1886  | 1891  | 1896  |
| ----- | ----- | ----- | ----- | ----- | ----- | ----- | ----- | ----- |
| 1 661 | 1 608 | 1 509 | 1 478 | 1 446 | 1 375 | 1 321 | 1 305 | 1 188 |

| 1901  | 1906  | 1911  | 1921  | 1926  | 1931 | 1936 | 1946 | 1954 |
| ----- | ----- | ----- | ----- | ----- | ---- | ---- | ---- | ---- |
| 1 194 | 1 201 | 1 139 | 1 059 | 1 003 | 969  | 946  | 914  | 891  |

| 1962 | 1968 | 1975 | 1982 | 1990 | 1999 | 2006 | 2011 | 2016 |
| ---- | ---- | ---- | ---- | ---- | ---- | ---- | ---- | ---- |
| 872  | 788  | 708  | 674  | 575  | 538  | 557  | 526  | 532  |

| 2021 | 2022 | - | - | - | - | - | - | - |
| ---- | ---- | - | - | - | - | - | - | - |
| 525  | 519  | - | - | - | - | - | - | - |

## Lieux et monuments

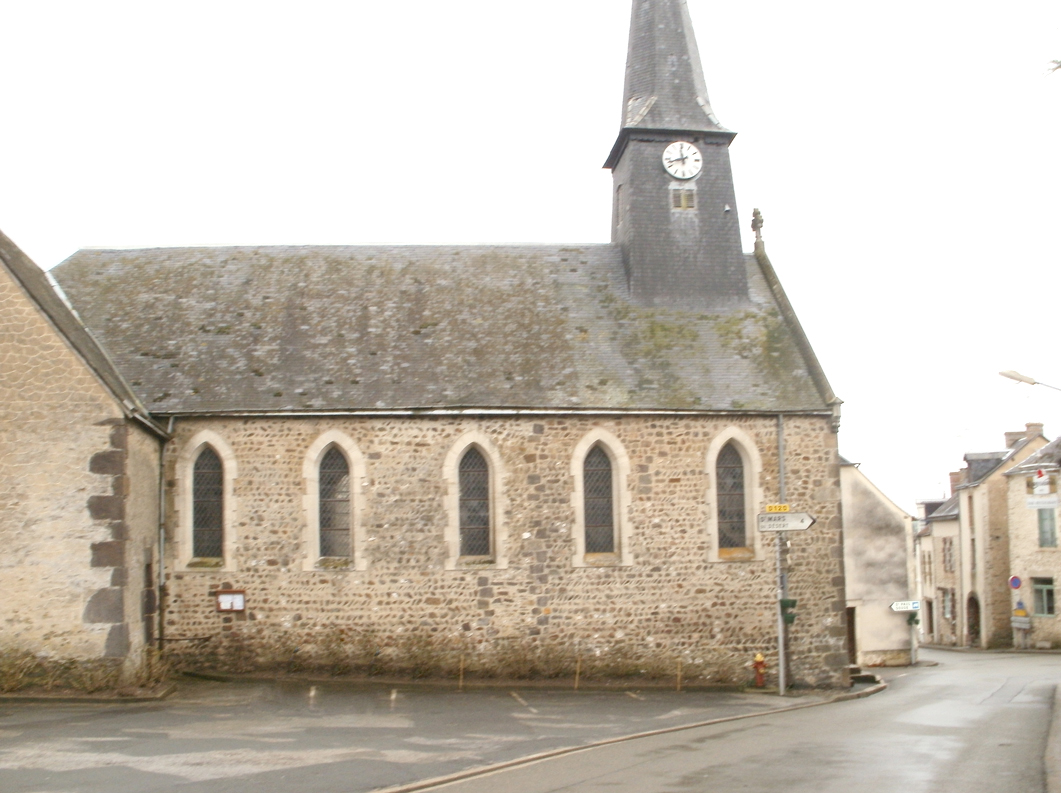
L'église Saint-Georges.

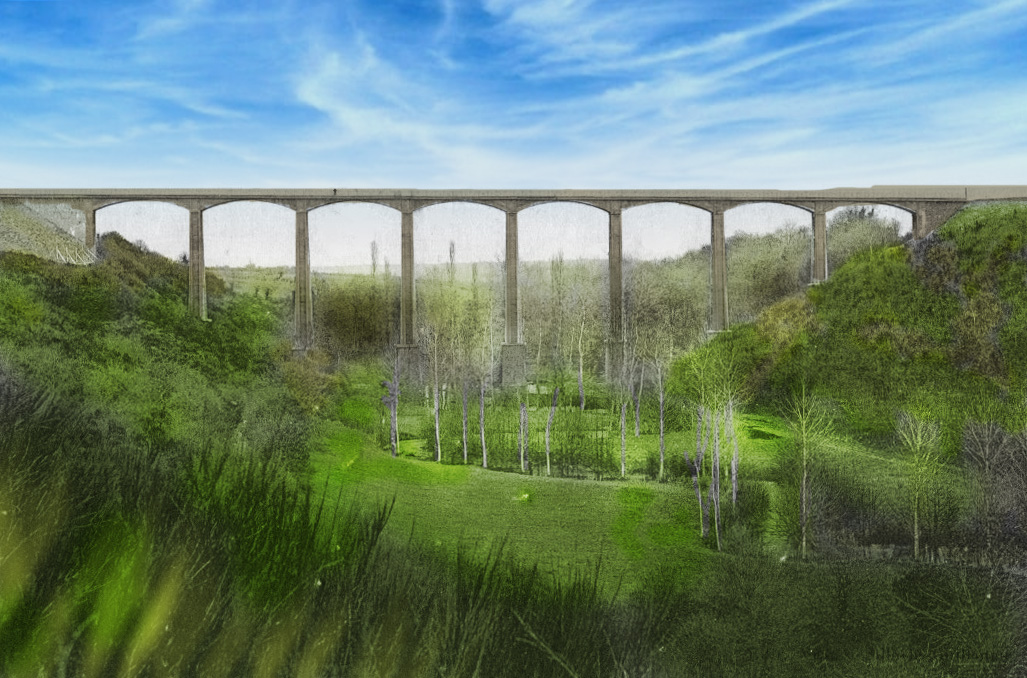
Le viaduc sur la Vaudelle.

- Église Saint-Georges. Œuvres du XVIIIe siècle, le retable du maître-autel et les deux autels secondaires sont classés à titre d'objets aux Monuments historiques de même que les statues de sainte Anne, d'une Vierge à l'Enfant et d'un christ en croix[25].
- Chapelle Sainte-Anne.
- Le viaduc construit en 1912 sur la Vaudelle pour fournir une liaison ferroviaire des tramways de la Sarthe jusqu'à Alençon n'a jamais été terminé, faute d'argent. Il a une hauteur de 45 mètres. Il est à présent utilisé pour la pratique du saut à l'élastique[26],[27].

## Activités, labels et manifestations

### Saut à l'élastique
De nos jours, le viaduc de Saint-Georges-le-Gaultier est utilisé pour la pratique sportive du saut à l’élastique.

### Sports
L'Étoile sportive de Saint-Georges-le-Gaultier fait évoluer deux équipes de football en divisions de district.

## Personnalités liées
- Louis Bertereau (1745-1796), curé et homme politique né à Saint-Georges-le-Gaultier, député du clergé aux états généraux de 1789.